# Rya ackumulatortank

Rya ackumulatortank är en anordning för att utjämna effekttoppar i fjärrvärmeproduktion. Den är cylinderformad med en höjd på cirka 60 meter och en diameter på 23 meter. Den är uppförd i anslutning till Rya kraftvärmeverk i Energihamnen på Hisingen i Göteborg, och är ett synligt landmärke vid Göteborgs hamninlopp nära Älvsborgsbron.

## Bakgrund
Göteborg Energi levererar drygt 3 TWh fjärrvärme varje år, varav drygt hälften av värmen kommer från avfallsförbränning, spillvärme från industrier (framförallt raffinaderier) och återvinning av värme från avloppsvatten. Utöver detta används även biobränsle, naturgas och olja, speciellt vintertid vid stort värmebehov.
För att minska behovet av att dra igång spetslastanläggningar vid effekttoppar kan en ackumulatortank fyllas med varmt vatten när efterfrågan är låg, och laddas ur när efterfrågan ökar.
Rya Ackumulatortank kan jämna ut relativt kortvariga variationer i tim- och dygnsskala. Om den är fullt uppladdad (1 000 MWh) kan den leverera max-effekten 130 MW under cirka sju timmar.

## Uppförande
Uppförandet av tanken påbörjades i december 2018 i samarbete med entreprenörerna NCC och Midroc. Den planerade starten var i november 2019, men blev färdig i mars 2021. Kostnaden angavs 2018 till 150 miljoner kronor.

## Tekniska data
- Volym: 22 miljoner liter fjärrvärmevatten = 22 000 kubikmeter
- Upplagrad energi: 1 000 MWh
- Maximal effekt: 130 MW
- Urladdningstid vid maximal effekt: 7 timmar

Tanken lagrar energin i form av uppvärmt fjärrvärmevatten med en högsta temperatur på 100 °C. Den angivna kapaciteten på 1 000 MWh motsvarar att temperaturen sänks med cirka 39 grader.